# ریچارد سیلوان
ریچارد سیلوان (انگلیسی: Richard Sylvan; ۱۳ دسامبر ۱۹۳۵ – ۱۶ ژوئن ۱۹۹۶) فیلسوف اهل استرالیا بود.